# 埼玉県の廃止市町村一覧
埼玉県の廃止市町村一覧（さいたまけんのはいししちょうそんいちらん）は、埼玉県における市制・町村制施行（1889年4月1日）後に、市町村合併や他の自治体に統合されることなどにより廃止した市町村の一覧である。単なる名称の変更は対象としない。
- 町村が「町制」・「市制」を施行し町・市となるケース
  - 「市町村」以外の表記名を変更しなかった自治体は一覧に含まれない。（例：富士見町 → 富士見市）
  - 町制・市制を施行した際に名称を変更した場合も一覧に含まれない。（例：武蔵町 → 入間市）
- 市町村が名称変更した場合は一覧に含まれない。
- 所属郡が変更になった場合は一覧に含まれない。
- 市町村合併で廃止した市町村のケース
  - 編入合併した場合の、存続市町村は廃止に当たらないので一覧に含まれない。
  - 編入合併した場合の、廃止した市町村は一覧に含まれる。
  - 新設合併した場合の、廃止した市町村は一覧に含まれる。
  - 新設合併した場合の、名称が残った市町村も一覧に含まれる。（例：旧・春日部市 → 新・春日部市）
- 政令指定都市の廃止区は一覧に含まれない。
- 分割や分立をしたケース
  - 分割で廃止した市町村は一覧に含まれる。（例：旧・騎西町 → 新・騎西町、田ヶ谷村、種足村、高柳村、鴻茎村に分割。旧・騎西町は廃止）
  - 分立で存続した市町村は一覧に含まれない。（例：中川村の一部 → 久那村に分立。中川村は存続）

## 1899年以前
- 入間郡荒幡村 （1891年5月1日）入間郡吾妻村新設のため
- 入間郡北秋津村 （1891年5月1日）入間郡吾妻村新設のため
- 入間郡久米村 （1891年5月1日）入間郡吾妻村新設のため
- 新座郡榑橋村 （1891年6月15日）東京府北豊島郡大泉村新設のため（越境合併）
- 北足立郡丸ヶ崎村 （1892年9月21日）北足立郡春岡村新設のため
- 北足立郡深作村 （1892年9月21日）北足立郡春岡村新設のため
- 北足立郡宮ヶ谷塔村 （1892年9月21日）北足立郡春岡村新設のため
- 北足立郡小深作村 （1892年9月21日）北足立郡春岡村新設のため
- 児玉郡（旧）金屋村 （1892年9月29日）児玉郡金屋村新設のため
- 児玉郡保木野村 （1892年9月29日）児玉郡金屋村新設のため
- 児玉郡田端村 （1892年9月29日）児玉郡金屋村新設のため
- 南埼玉郡岡泉村 （1895年3月15日）南埼玉郡日勝村新設のため
- 南埼玉郡実ケ谷村 （1895年3月15日）南埼玉郡日勝村新設のため
- 南埼玉郡千駄野村 （1895年3月15日）南埼玉郡日勝村新設のため
- 南埼玉郡小久喜村 （1895年3月15日）南埼玉郡日勝村新設のため
- 南埼玉郡上野田村 （1895年3月15日）南埼玉郡日勝村新設のため
- 南埼玉郡下野田村 （1895年3月15日）南埼玉郡日勝村新設のため
- 南埼玉郡爪田ケ谷村 （1895年3月15日）南埼玉郡日勝村新設のため
- 南埼玉郡太田新井村 （1895年3月15日）南埼玉郡日勝村新設のため
- 南埼玉郡彦兵衛村 （1895年3月15日）南埼玉郡日勝村新設のため

## 1900年～1909年
- 児玉郡（旧）共和村 （1900年）児玉郡共和村新設のため
- 児玉郡上真下村 （1900年）児玉郡共和村新設のため
- 児玉郡吉田林村 （1900年）児玉郡共和村新設のため
- 北足立郡北平柳村 （1901年5月3日）北足立郡鳩ヶ谷町に編入のため
- 北埼玉郡（旧）太田村 （1901年10月15日）北埼玉郡太田村新設のため
- 北埼玉郡真名板村 （1901年10月15日）北埼玉郡太田村新設のため
- 北埼玉郡藤間村 （1901年10月15日）北埼玉郡太田村新設のため
- 北埼玉郡関根村 （1901年10月15日）北埼玉郡太田村新設のため
- 北埼玉郡北荻島村 （1901年10月25日）北埼玉郡中島村新設のため
- 北埼玉郡中手子林村 （1901年10月25日）北埼玉郡中島村新設のため
- 大里郡桜沢村 （1908年3月27日）大里郡寄居町に編入のため
- 北埼玉郡上中条村 （1909年8月14日）北埼玉郡中条村新設のため
- 北埼玉郡今井村 （1909年8月14日）北埼玉郡中条村新設のため
- 北埼玉郡小曽根村 （1909年8月14日）北埼玉郡中条村新設のため
- 北埼玉郡大塚村 （1909年8月14日）北埼玉郡中条村新設のため

## 1910年～1919年
- 大里郡（旧）吉岡村 （1910年3月9日）大里郡吉岡村新設のため
- 大里郡楊井村 （1910年3月9日）大里郡吉岡村新設のため
- 大里郡妻沼村 （1913年4月1日）大里郡妻沼町新設のため
- 大里郡弥藤吾村 （1913年4月1日）大里郡妻沼町新設のため
- 北足立郡膝子村 （1913年4月2日）北足立郡七里村新設のため
- 北足立郡東宮下村 （1913年4月2日）北足立郡七里村新設のため
- 北足立郡大谷村 （1913年4月2日）北足立郡七里村新設のため
- 北足立郡新堤村 （1913年4月2日）北足立郡七里村新設のため
- 北足立郡猿ヶ谷戸村 （1913年4月2日）北足立郡七里村新設のため
- 北足立郡風渡野村 （1913年4月2日）北足立郡七里村新設のため
- 北足立郡東門前村 （1913年4月2日）北足立郡七里村新設のため
- 北足立郡瓦葺村 （1913年4月2日）北足立郡原市町（即日再編、北足立郡原市町）に編入のため

## 1920年～1929年
- 入間郡川越町 （1922年12月1日）川越市新設のため
- 入間郡仙波村 （1922年12月1日）川越市新設のため
- 大里郡肥塚村 （1926年10月1日）大里郡熊谷町に編入のため
- 北埼玉郡成田村 （1927年4月1日）大里郡熊谷町に編入のため

## 1930年～1939年
- 大里郡大幡村 （1932年4月1日）大里郡熊谷町に編入のため
- 北足立郡木崎村 （1932年4月1日）北足立郡浦和町、大宮町に分割編入のため
- 北足立郡谷田村 （1932年4月1日）北足立郡浦和町に編入のため
- 北足立郡川口町 （1933年4月1日）川口市新設のため
- 北足立郡横曽根村 （1933年4月1日）川口市新設のため
- 北足立郡青木村 （1933年4月1日）川口市新設のため
- 北足立郡南平柳村 （1933年4月1日）川口市新設のため
- 北埼玉郡長野村 （1937年4月1日）北埼玉郡忍町に編入のため
- 北埼玉郡星河村 （1937年4月1日）北埼玉郡忍町に編入のため
- 北埼玉郡持田村 （1937年4月1日）北埼玉郡忍町に編入のため
- 入間郡植木村 （1938年5月1日）入間郡古谷村、芳野村に分割編入のため
- 入間郡山根村 （1939年4月1日）入間郡高麗川村、毛呂村（即日町制・改称、毛呂山町）に分割編入のため
- 入間郡田面沢村 （1939年12月1日）川越市に編入のため

## 1940年～1949年
- 北足立郡鳩ヶ谷町 （1940年4月1日）川口市に編入のため
- 北足立郡神根村 （1940年4月1日）川口市に編入のため
- 北足立郡芝村 （1940年4月1日）川口市に編入のため
- 北足立郡新郷村 （1940年4月1日）川口市に編入のため
- 北足立郡尾間木村 （1940年4月17日）浦和市に編入のため
- 北足立郡三室村 （1940年4月17日）浦和市に編入のため
- 北足立郡大宮町 （1940年11月3日）大宮市新設のため
- 北足立郡日進村 （1940年11月3日）大宮市新設のため
- 北足立郡三橋村 （1940年11月3日）大宮市新設のため
- 北足立郡大砂土村 （1940年11月3日）大宮市新設のため
- 北足立郡宮原村 （1940年11月3日）大宮市新設のため
- 大里郡佐谷田村 （1941年1月1日）熊谷市に編入のため
- 大里郡玉井村 （1941年4月10日）熊谷市に編入のため
- 大里郡大麻生村 （1941年4月10日）熊谷市に編入のため
- 大里郡久下村 （1941年4月10日）熊谷市、北足立郡吹上町に分割編入のため
- 北足立郡六辻町 （1942年4月1日）浦和市に編入のため
- 北埼玉郡中島村 （1943年2月1日）北埼玉郡手子林村に編入のため
- 北足立郡中丸村 （1943年2月11日）北足立郡北本宿村新設のため
- 北足立郡石戸村 （1943年2月11日）北足立郡北本宿村新設のため
- 秩父郡中川村 （1943年2月11日）秩父郡荒川村新設のため
- 秩父郡白川村 （1943年2月11日）秩父郡荒川村新設のため
- 北足立郡笹目村 （1943年4月1日）北足立郡美笹村新設のため
- 北足立郡美谷本村 （1943年4月1日）北足立郡美笹村新設のため
- 北足立郡新倉村 （1943年4月1日）北足立郡大和町新設のため
- 北足立郡白子村 （1943年4月1日）北足立郡大和町新設のため
- 入間郡（旧）所沢町 （1943年4月1日）入間郡所沢町新設のため
- 入間郡松井村 （1943年4月1日）入間郡所沢町新設のため
- 入間郡富岡村 （1943年4月1日）入間郡所沢町新設のため
- 入間郡小手指村 （1943年4月1日）入間郡所沢町新設のため
- 入間郡吾妻村 （1943年4月1日）入間郡所沢町新設のため
- 入間郡山口村 （1943年4月1日）入間郡所沢町新設のため
- 入間郡（旧）飯能町 （1943年4月1日）入間郡飯能町新設のため
- 入間郡精明村 （1943年4月1日）入間郡飯能町新設のため
- 入間郡元加治村 （1943年4月1日）入間郡飯能町新設のため
- 入間郡加治村 （1943年4月1日）入間郡飯能町新設のため
- 入間郡南高麗村 （1943年4月1日）入間郡飯能町新設のため
- 北埼玉郡（旧）騎西町 （1943年4月1日）北埼玉郡騎西町新設のため
- 北埼玉郡田ヶ谷村 （1943年4月1日）北埼玉郡騎西町新設のため
- 北埼玉郡種足村 （1943年4月1日）北埼玉郡騎西町新設のため
- 北埼玉郡鴻茎村 （1943年4月1日）北埼玉郡騎西町新設のため
- 北埼玉郡高柳村 （1943年4月1日）北埼玉郡騎西町新設のため
- 北葛飾郡戸ケ崎村 （1943年7月1日）北葛飾郡東和村新設のため
- 北葛飾郡八木郷村 （1943年7月1日）北葛飾郡東和村新設のため
- 北足立郡小室村 （1943年7月15日）北足立郡伊奈村新設のため
- 北足立郡小針村 （1943年7月15日）北足立郡伊奈村新設のため
- 秩父郡樋口村 （1943年9月8日）秩父郡野上町に編入のため
- 秩父郡白鳥村 （1943年9月8日）分割し、秩父郡野上町・大里郡寄居町に編入, 秩父郡美野町新設のため
- 秩父郡皆野町 （1943年9月8日）秩父郡美野町新設のため
- 秩父郡三沢村 （1943年9月8日）秩父郡美野町新設のため
- 秩父郡国神村 （1943年9月8日）秩父郡美野町新設のため
- 秩父郡金沢村 （1943年9月8日）秩父郡美野町新設のため
- 秩父郡日野沢村 （1943年9月8日）秩父郡美野町新設のため
- 秩父郡大田村 （1943年9月8日）秩父郡美野町新設のため
- 入間郡大田村 （1943年11月3日）入間郡大東村新設のため
- 入間郡日東村 （1943年11月3日）入間郡大東村新設のため
- 北足立郡志木町 （1944年2月11日）北足立郡志紀町新設のため
- 入間郡宗岡村 （1944年2月11日）北足立郡志紀町新設のため
- 入間郡水谷村 （1944年2月11日）北足立郡志紀町新設のため
- 北足立郡内間木村 （1944年2月11日）分割し、北足立郡志紀町新設、北足立郡美笹村に編入のため
- 北葛飾郡（旧）栗橋町 （1944年4月1日）北葛飾郡栗橋町新設のため
- 北葛飾郡静村 （1944年4月1日）北葛飾郡栗橋町新設のため
- 北葛飾郡豊田村 （1944年4月1日）北葛飾郡栗橋町新設のため
- 南埼玉郡粕壁町 （1944年4月1日）南埼玉郡春日部町新設のため
- 南埼玉郡内牧村 （1944年4月1日）南埼玉郡春日部町新設のため
- 北埼玉郡（旧）騎西町 （1946年5月1日）北埼玉郡騎西町、田ヶ谷村、種足村、高柳村、鴻茎村に分割のため
- 秩父郡美野町 （1946年12月1日）秩父郡皆野町、三沢村、国神村、日野沢村、金沢村、大田村に分割のため
- 北足立郡志紀町 （1948年4月1日）北足立郡志木町、宗岡村、内間木村、水谷村に分割のため
- 北葛飾郡（旧）栗橋町 （1949年10月1日）北葛飾郡栗橋町、静村、豊田村に分割のため
- 児玉郡若泉村 （1949年12月1日）児玉郡渡瀬村、阿久原村に分割のため

## 1950年～1959年
- 北埼玉郡荒木村 （1954年3月31日）行田市に編入のため
- 北埼玉郡須加村 （1954年3月31日）行田市に編入のため
- 北埼玉郡北河原村 （1954年3月31日）行田市に編入のため
- 北埼玉郡広田村 （1954年3月31日）北埼玉郡川里村新設のため
- 北埼玉郡屈巣村 （1954年3月31日）北埼玉郡川里村新設のため
- 北埼玉郡共和村 （1954年3月31日）北埼玉郡川里村新設のため
- 北埼玉郡中条村 （1954年4月1日）熊谷市に編入のため
- 秩父郡原谷村 （1954年5月3日）秩父市に編入のため
- 秩父郡尾田蒔村 （1954年5月3日）秩父市に編入のため
- 児玉郡神保原村 （1954年5月3日）児玉郡上里村新設のため
- 児玉郡賀美村 （1954年5月3日）児玉郡上里村新設のため
- 児玉郡七本木村 （1954年5月3日）児玉郡上里村新設のため
- 児玉郡長幡村 （1954年5月3日）児玉郡上里村新設のため
- 児玉郡丹荘村 （1954年5月3日）児玉郡神川村新設のため
- 児玉郡青柳村 （1954年5月3日）児玉郡神川村新設のため
- 北埼玉郡加須町 （1954年5月3日）加須市新設のため
- 北埼玉郡不動岡町 （1954年5月3日）加須市新設のため
- 北埼玉郡三俣村 （1954年5月3日）加須市新設のため
- 北埼玉郡礼羽村 （1954年5月3日）加須市新設のため
- 北埼玉郡大桑村 （1954年5月3日）加須市新設のため
- 北埼玉郡水深村 （1954年5月3日）加須市新設のため
- 北埼玉郡樋遣川村 （1954年5月3日）加須市新設のため
- 北埼玉郡志多見村 （1954年5月3日）加須市新設のため
- 南埼玉郡（旧）岩槻町 （1954年5月3日）南埼玉郡岩槻町新設のため
- 南埼玉郡新和村 （1954年5月3日）南埼玉郡岩槻町新設のため
- 南埼玉郡和土村 （1954年5月3日）南埼玉郡岩槻町新設のため
- 南埼玉郡川通村 （1954年5月3日）南埼玉郡岩槻町新設のため
- 南埼玉郡柏崎村 （1954年5月3日）南埼玉郡岩槻町新設のため
- 南埼玉郡河合村 （1954年5月3日）南埼玉郡岩槻町新設のため
- 南埼玉郡慈恩寺村 （1954年5月3日）南埼玉郡岩槻町新設のため
- 南埼玉郡（旧）蓮田町 （1954年5月3日）南埼玉郡蓮田町新設のため
- 南埼玉郡黒浜村 （1954年5月3日）南埼玉郡蓮田町新設のため
- 南埼玉郡平野村 （1954年5月3日）南埼玉郡蓮田町新設のため
- 北足立郡（旧）鴻巣町 （1954年7月1日）北足立郡鴻巣町新設のため
- 北足立郡箕田村 （1954年7月1日）北足立郡鴻巣町新設のため
- 北足立郡田間宮村 （1954年7月1日）北足立郡鴻巣町新設のため
- 北足立郡馬室村 （1954年7月1日）北足立郡鴻巣町新設のため
- 北埼玉郡笠原村 （1954年7月1日）北足立郡鴻巣町新設のため
- 北足立郡（旧）吹上町 （1954年7月1日）北足立郡吹上町新設のため
- 北足立郡小谷村 （1954年7月1日）北足立郡吹上町新設のため
- 入間郡入間川町 （1954年7月1日）狭山市新設のため
- 入間郡入間村 （1954年7月1日）狭山市新設のため
- 入間郡堀兼村 （1954年7月1日）狭山市新設のため
- 入間郡奥富村 （1954年7月1日）狭山市新設のため
- 入間郡柏原村 （1954年7月1日）狭山市新設のため
- 入間郡水富村 （1954年7月1日）狭山市新設のため
- 入間郡（旧）坂戸町 （1954年7月1日）入間郡坂戸町新設のため
- 入間郡勝呂村 （1954年7月1日）入間郡坂戸町新設のため
- 入間郡三芳野村 （1954年7月1日）入間郡坂戸町新設のため
- 入間郡入西村 （1954年7月1日）入間郡坂戸町新設のため
- 入間郡大家村 （1954年7月1日）入間郡坂戸町新設のため
- 比企郡松山町 （1954年7月1日）東松山市新設のため
- 比企郡大岡村 （1954年7月1日）東松山市新設のため
- 比企郡唐子村 （1954年7月1日）東松山市新設のため
- 比企郡高坂村 （1954年7月1日）東松山市新設のため
- 比企郡野本村 （1954年7月1日）東松山市新設のため
- 比企郡東吉見村 （1954年7月1日）比企郡吉見村新設のため
- 比企郡西吉見村 （1954年7月1日）比企郡吉見村新設のため
- 比企郡南吉見村 （1954年7月1日）比企郡吉見村新設のため
- 比企郡北吉見村 （1954年7月1日）比企郡吉見村新設のため
- 児玉郡本庄町 （1954年7月1日）本庄市新設のため
- 児玉郡藤田村 （1954年7月1日）本庄市新設のため
- 児玉郡仁手村 （1954年7月1日）本庄市新設のため
- 児玉郡旭村 （1954年7月1日）本庄市新設のため
- 児玉郡北泉村 （1954年7月1日）本庄市新設のため
- 北埼玉郡埼玉村 （1954年7月1日）行田市に編入のため
- 南埼玉郡春日部町 （1954年7月1日）春日部市新設のため
- 南埼玉郡豊春村 （1954年7月1日）春日部市新設のため
- 南埼玉郡武里村 （1954年7月1日）春日部市新設のため
- 北葛飾郡幸松村 （1954年7月1日）春日部市新設のため
- 北葛飾郡豊野村 （1954年7月1日）春日部市新設のため
- 南埼玉郡（旧）久喜町 （1954年7月1日）南埼玉郡久喜町新設のため
- 南埼玉郡太田村 （1954年7月1日）南埼玉郡久喜町新設のため
- 南埼玉郡江面村 （1954年7月1日）南埼玉郡久喜町新設のため
- 南埼玉郡清久村 （1954年7月1日）南埼玉郡久喜町新設のため
- 北葛飾郡宝珠花村 （1954年7月1日）北葛飾郡庄和村新設のため
- 北葛飾郡富多村 （1954年7月1日）北葛飾郡庄和村新設のため
- 北葛飾郡南桜井村 （1954年7月1日）北葛飾郡庄和村新設のため
- 北葛飾郡川辺村 （1954年7月1日）北葛飾郡庄和村新設のため
- 児玉郡阿久原村 （1954年9月1日）児玉郡神泉村新設のため
- 児玉郡矢納村 （1954年9月1日）児玉郡神泉村新設のため
- 南埼玉郡日勝村 （1954年9月1日）南埼玉郡白岡町新設のため
- 南埼玉郡篠津村 （1954年9月1日）南埼玉郡白岡町新設のため
- 南埼玉郡大山村 （1954年9月1日）分割し、南埼玉郡白岡町、菖蒲町新設のため
- 南埼玉郡（旧）菖蒲町 （1954年9月1日）南埼玉郡菖蒲町新設のため
- 南埼玉郡小林村 （1954年9月1日）南埼玉郡菖蒲町新設のため
- 南埼玉郡栢間村 （1954年9月1日）南埼玉郡菖蒲町新設のため
- 南埼玉郡三箇村 （1954年9月1日）南埼玉郡菖蒲町新設のため
- 北埼玉郡羽生町 （1954年9月1日）羽生市新設のため
- 北埼玉郡新郷村 （1954年9月1日）羽生市新設のため
- 北埼玉郡須影村 （1954年9月1日）羽生市新設のため
- 北埼玉郡岩瀬村 （1954年9月1日）羽生市新設のため
- 北埼玉郡川俣村 （1954年9月1日）羽生市新設のため
- 北埼玉郡井泉村 （1954年9月1日）羽生市新設のため
- 北埼玉郡手子林村 （1954年9月1日）羽生市新設のため
- 北足立郡常光村 （1954年9月30日）北足立郡鴻巣町（即日市制、鴻巣市）に編入のため
- 児玉郡東児玉村 （1954年10月1日）児玉郡美里村新設のため
- 児玉郡松久村 （1954年10月1日）児玉郡美里村新設のため
- 児玉郡大沢村 （1954年10月1日）児玉郡美里村新設のため
- 北埼玉郡（旧）騎西町 （1954年10月1日）北埼玉郡騎西町新設のため
- 北埼玉郡田ヶ谷村 （1954年10月1日）北埼玉郡騎西町新設のため
- 北埼玉郡種足村 （1954年10月1日）北埼玉郡騎西町新設のため
- 北埼玉郡鴻茎村 （1954年10月1日）北埼玉郡騎西町新設のため
- 比企郡中山村 （1954年11月3日）比企郡川島村新設のため
- 比企郡伊草村 （1954年11月3日）比企郡川島村新設のため
- 比企郡出丸村 （1954年11月3日）比企郡川島村新設のため
- 比企郡三保谷村 （1954年11月3日）比企郡川島村新設のため
- 比企郡八ツ保村 （1954年11月3日）比企郡川島村新設のため
- 比企郡小見野村 （1954年11月3日）比企郡川島村新設のため
- 比企郡福田村 （1954年11月3日）比企郡滑川村新設のため
- 比企郡宮前村 （1954年11月3日）比企郡滑川村新設のため
- 秩父郡久那村 （1954年11月3日）秩父市に編入のため
- 大里郡三尻村 （1954年11月3日）熊谷市に編入のため
- 大里郡別府村 （1954年11月3日）熊谷市に編入のため
- 大里郡奈良村 （1954年11月3日）熊谷市に編入のため
- 大里郡新会村 （1954年11月3日）大里郡豊里村新設のため
- 大里郡八基村 （1954年11月3日）大里郡豊里村新設のため
- 南埼玉郡越ヶ谷町 （1954年11月3日）南埼玉郡越谷町新設のため
- 南埼玉郡大沢町 （1954年11月3日）南埼玉郡越谷町新設のため
- 南埼玉郡新方村 （1954年11月3日）南埼玉郡越谷町新設のため
- 南埼玉郡桜井村 （1954年11月3日）南埼玉郡越谷町新設のため
- 南埼玉郡大袋村 （1954年11月3日）南埼玉郡越谷町新設のため
- 南埼玉郡荻島村 （1954年11月3日）南埼玉郡越谷町新設のため
- 南埼玉郡出羽村 （1954年11月3日）南埼玉郡越谷町新設のため
- 南埼玉郡蒲生村 （1954年11月3日）南埼玉郡越谷町新設のため
- 南埼玉郡大相模村 （1954年11月3日）南埼玉郡越谷町新設のため
- 南埼玉郡増林村 （1954年11月3日）南埼玉郡越谷町新設のため
- 北葛飾郡（旧）幸手町 （1954年11月3日）北葛飾郡幸手町新設のため
- 北葛飾郡行幸村 （1954年11月3日）北葛飾郡幸手町新設のため
- 北葛飾郡上高野村 （1954年11月3日）北葛飾郡幸手町新設のため
- 北葛飾郡権現堂川村 （1954年11月3日）北葛飾郡幸手町新設のため
- 北葛飾郡吉田村 （1954年11月3日）北葛飾郡幸手町新設のため
- 北足立郡土合村 （1955年1月1日）浦和市に編入のため
- 北足立郡大久保村 （1955年1月1日）浦和市に編入のため
- 北足立郡春岡村 （1955年1月1日）大宮市に編入のため
- 北足立郡七里村 （1955年1月1日）大宮市に編入のため
- 北足立郡片柳村 （1955年1月1日）大宮市に編入のため
- 北足立郡植水村 （1955年1月1日）大宮市に編入のため
- 北足立郡馬宮村 （1955年1月1日）大宮市に編入のため
- 北足立郡指扇村 （1955年1月1日）大宮市に編入のため
- 北足立郡（旧）上尾町 （1955年1月1日）北足立郡上尾町新設のため
- 北足立郡平方町 （1955年1月1日）北足立郡上尾町新設のため
- 北足立郡原市町 （1955年1月1日）北足立郡上尾町新設のため
- 北足立郡大石村 （1955年1月1日）北足立郡上尾町新設のため
- 北足立郡上平村 （1955年1月1日）北足立郡上尾町新設のため
- 北足立郡大谷村 （1955年1月1日）北足立郡上尾町新設のため
- 北足立郡（旧）桶川町 （1955年1月1日）北足立郡桶川町新設のため
- 北足立郡加納村 （1955年1月1日）北足立郡桶川町新設のため
- 北足立郡（旧）草加町 （1955年1月1日）北足立郡草加町新設のため
- 北足立郡谷塚町 （1955年1月1日）北足立郡草加町新設のため
- 北足立郡新田村 （1955年1月1日）北足立郡草加町新設のため
- 大里郡吉岡村 （1955年1月1日）熊谷市に編入のため
- 大里郡深谷町 （1955年1月1日）深谷市新設のため
- 大里郡明戸村 （1955年1月1日）深谷市新設のため
- 大里郡幡羅村 （1955年1月1日）深谷市新設のため
- 大里郡大寄村 （1955年1月1日）深谷市新設のため
- 大里郡藤沢村 （1955年1月1日）深谷市新設のため
- 大里郡（旧）妻沼町 （1955年1月1日）大里郡妻沼町新設のため
- 大里郡長井村 （1955年1月1日）大里郡妻沼町新設のため
- 大里郡秦村 （1955年1月1日）大里郡妻沼町新設のため
- 大里郡男沼村 （1955年1月1日）大里郡妻沼町新設のため
- 大里郡太田村 （1955年1月1日）大里郡妻沼町新設のため
- 大里郡（旧）岡部村 （1955年1月1日）大里郡岡部村新設のため
- 大里郡榛沢村 （1955年1月1日）大里郡岡部村新設のため
- 大里郡本郷村 （1955年1月1日）大里郡岡部村新設のため
- 大里郡御正村 （1955年1月1日）大里郡江南村新設のため
- 大里郡小原村 （1955年1月1日）大里郡江南村新設のため
- 大里郡市田村 （1955年1月1日）大里郡大里村新設のため
- 大里郡吉見村 （1955年1月1日）大里郡大里村新設のため
- 大里郡（旧）豊里村 （1955年1月1日）大里郡豊里村新設のため
- 大里郡中瀬村 （1955年1月1日）大里郡豊里村新設のため
- 北埼玉郡東村 （1955年1月1日）北埼玉郡大利根村新設のため
- 北埼玉郡原道村 （1955年1月1日）北埼玉郡大利根村新設のため
- 北埼玉郡元和村 （1955年1月1日）北埼玉郡大利根村新設のため
- 北埼玉郡豊野村 （1955年1月1日）北埼玉郡大利根村新設のため
- 北埼玉郡三田ヶ谷村 （1955年1月1日）北埼玉郡千代田村新設のため
- 北埼玉郡村君村 （1955年1月1日）北埼玉郡千代田村新設のため
- 南埼玉郡鷲宮（わしのみや）町 （1955年1月1日）北葛飾郡鷲宮（わしみや）町新設のため
- 北葛飾郡桜田村 （1955年1月1日）分割し、北葛飾郡鷲宮町新設、北葛飾郡幸手町に編入のため
- 入間郡（旧）越生町 （1955年2月11日）入間郡越生町新設のため
- 入間郡梅園村 （1955年2月11日）入間郡越生町新設のため
- 入間郡高麗川村 （1955年2月11日）入間郡日高町新設のため
- 入間郡高麗村 （1955年2月11日）入間郡日高町新設のため
- 比企郡（旧）小川町 （1955年2月11日）比企郡小川町新設のため
- 比企郡大河村 （1955年2月11日）比企郡小川町新設のため
- 比企郡竹沢村 （1955年2月11日）比企郡小川町新設のため
- 比企郡八和田村 （1955年2月11日）比企郡小川町新設のため
- 比企郡明覚村 （1955年2月11日）比企郡都幾川村新設のため
- 比企郡平村 （1955年2月11日）比企郡都幾川村新設のため
- 秩父郡大椚村 （1955年2月11日）比企郡都幾川村新設のため
- 秩父郡（旧）横瀬村 （1955年2月11日）秩父郡横瀬村新設のため
- 秩父郡芦ヶ久保村 （1955年2月11日）秩父郡横瀬村新設のため
- 大里郡（旧）寄居町 （1955年2月11日）大里郡寄居町新設のため
- 大里郡折原村 （1955年2月11日）大里郡寄居町新設のため
- 大里郡鉢形村 （1955年2月11日）大里郡寄居町新設のため
- 大里郡男衾村 （1955年2月11日）大里郡寄居町新設のため
- 大里郡用土村 （1955年2月11日）大里郡寄居町新設のため
- 大里郡武川村 （1955年2月11日）大里郡川本村新設のため
- 大里郡本畠村 （1955年2月11日）大里郡川本村新設のため
- 北葛飾郡（旧）杉戸町 （1955年2月11日）北葛飾郡杉戸町新設のため
- 北葛飾郡田宮村 （1955年2月11日）北葛飾郡杉戸町新設のため
- 北葛飾郡堤郷村 （1955年2月11日）北葛飾郡杉戸町新設のため
- 北葛飾郡高野村 （1955年2月11日）北葛飾郡杉戸町新設のため
- 北足立郡大和田町 （1955年3月1日）北足立郡新座町新設のため
- 北足立郡片山村 （1955年3月1日）北足立郡新座町新設のため
- 秩父郡（旧）皆野町 （1955年3月1日）秩父郡皆野町新設のため
- 秩父郡国神村 （1955年3月1日）秩父郡皆野町新設のため
- 秩父郡金沢村 （1955年3月1日）秩父郡皆野町新設のため
- 秩父郡日野沢村 （1955年3月1日）秩父郡皆野町新設のため
- 北葛飾郡（旧）吉川町 （1955年3月1日）北葛飾郡吉川町新設のため
- 北葛飾郡旭村 （1955年3月1日）北葛飾郡吉川町新設のため
- 北葛飾郡三輪野江村 （1955年3月1日）北葛飾郡吉川町新設のため
- 北足立郡（旧）桶川町 （1955年3月10日）北足立郡桶川町新設のため
- 北足立郡川田谷村 （1955年3月10日）北足立郡桶川町新設のため
- 児玉郡（旧）児玉町 （1955年3月20日）児玉郡児玉町新設のため
- 児玉郡金屋村 （1955年3月20日）児玉郡児玉町新設のため
- 児玉郡秋平村 （1955年3月20日）児玉郡児玉町新設のため
- 児玉郡本泉村 （1955年3月20日）児玉郡児玉町新設のため
- 北足立郡（旧）朝霞町 （1955年4月1日）北足立郡朝霞町新設のため
- 北足立郡内間木村 （1955年4月1日）北足立郡朝霞町新設のため
- 入間郡芳野村 （1955年4月1日）川越市に編入のため
- 入間郡山田村 （1955年4月1日）川越市に編入のため
- 入間郡古谷村 （1955年4月1日）川越市に編入のため
- 入間郡南古谷村 （1955年4月1日）川越市に編入のため
- 入間郡高階村 （1955年4月1日）川越市に編入のため
- 入間郡福原村 （1955年4月1日）川越市に編入のため
- 入間郡大東村 （1955年4月1日）川越市に編入のため
- 入間郡名細村 （1955年4月1日）川越市に編入のため
- 入間郡霞ヶ関村 （1955年4月1日）川越市に編入のため
- 入間郡柳瀬村 （1955年4月1日）所沢市に編入のため
- 入間郡三ヶ島村 （1955年4月1日）所沢市に編入のため
- 入間郡（旧）毛呂山町 （1955年4月1日）入間郡毛呂山町新設のため
- 入間郡川角村 （1955年4月1日）入間郡毛呂山町新設のため
- 秩父郡（旧）小鹿野町 （1955年4月1日）秩父郡小鹿野町新設のため
- 秩父郡長若村 （1955年4月1日）秩父郡小鹿野町新設のため
- 北埼玉郡利島村 （1955年4月1日）北埼玉郡北川辺村新設のため
- 北埼玉郡川辺村 （1955年4月1日）北埼玉郡北川辺村新設のため
- 北葛飾郡桜井村 （1955年4月1日）北葛飾郡泉村新設のため
- 北葛飾郡豊岡村 （1955年4月1日）分割し、北葛飾郡泉村新設、北葛飾郡幸手町に編入のため
- 北葛飾郡八代村 （1955年4月1日）北葛飾郡幸手町に編入のため
- 比企郡（旧）菅谷村 （1955年4月15日）比企郡菅谷村新設のため
- 比企郡七郷村 （1955年4月15日）比企郡菅谷村新設のため
- 比企郡亀井村 （1955年4月15日）比企郡鳩山村新設のため
- 比企郡今宿村 （1955年4月15日）比企郡鳩山村新設のため
- 北葛飾郡松伏領村 （1955年4月20日）北葛飾郡松伏領村新設のため
- 北葛飾郡金杉村 （1955年4月20日）北葛飾郡松伏領村新設のため
- 北足立郡志木町 （1955年5月3日）北足立郡足立町新設のため
- 北足立郡宗岡村 （1955年5月3日）北足立郡足立町新設のため
- 北埼玉郡星宮村 （1955年7月20日）行田市に編入のため
- 南埼玉郡須賀村 （1955年7月20日）南埼玉郡宮代町新設のため
- 南埼玉郡百間村 （1955年7月20日）南埼玉郡宮代町新設のため
- 南埼玉郡川柳村 （1955年8月1日）北足立郡草加町に編入のため
- 北埼玉郡太井村 （1955年9月30日）熊谷市、行田市、北足立郡吹上町に分割編入のため
- 北足立郡（旧）吹上町 （1955年10月1日）北足立郡吹上町新設のため
- 北埼玉郡下忍村 （1955年10月1日）北足立郡吹上町新設のため
- 秩父郡（旧）小鹿野町 （1956年3月31日）秩父郡小鹿野町新設のため
- 秩父郡倉尾村 （1956年3月31日）秩父郡小鹿野町新設のため
- 秩父郡三田川村 （1956年3月31日）秩父郡小鹿野町新設のため
- 北足立郡安行村 （1956年4月1日）川口市に編入のため
- 北足立郡戸塚村 （1956年4月1日）北足立郡美園村新設のため
- 北足立郡大門村 （1956年4月1日）北足立郡美園村新設のため
- 北足立郡野田村 （1956年4月1日）北足立郡美園村新設のため
- 秩父郡（旧）吉田町 （1956年8月1日）秩父郡吉田町新設のため
- 秩父郡上吉田村 （1956年8月1日）秩父郡吉田町新設のため
- 秩父郡大河原村 （1956年8月1日）秩父郡東秩父村新設のため
- 秩父郡槻川村 （1956年8月1日）秩父郡東秩父村新設のため
- 入間郡高萩村 （1956年9月20日）入間郡日高町に編入のため
- 南埼玉郡八条村 （1956年9月28日）分割し、南埼玉郡八潮村新設、北足立郡草加町に編入のため
- 南埼玉郡八幡村 （1956年9月28日）南埼玉郡八潮村新設のため
- 南埼玉郡潮止村 （1956年9月28日）南埼玉郡八潮村新設のため
- 北足立郡水谷村 （1956年9月30日）入間郡富士見村新設のため
- 入間郡鶴瀬村 （1956年9月30日）入間郡富士見村新設のため
- 入間郡南畑村 （1956年9月30日）入間郡富士見村新設のため
- 入間郡豊岡町 （1956年9月30日）入間郡武蔵町新設のため
- 入間郡金子村 （1956年9月30日）入間郡武蔵町新設のため
- 入間郡宮寺村 （1956年9月30日）入間郡武蔵町新設のため
- 入間郡藤沢村 （1956年9月30日）入間郡武蔵町新設のため
- 入間郡吾野村 （1956年9月30日）飯能市に編入のため
- 入間郡東吾野村 （1956年9月30日）飯能市に編入のため
- 入間郡原市場村 （1956年9月30日）飯能市に編入のため
- 秩父郡浦山村 （1956年9月30日）秩父郡影森村（即日町制、影森町）に編入のため
- 北葛飾郡彦成村 （1956年9月30日）北葛飾郡三郷村新設のため
- 北葛飾郡早稲田村 （1956年9月30日）北葛飾郡三郷村新設のため
- 北葛飾郡東和村 （1956年9月30日）北葛飾郡三郷村新設のため
- 北埼玉郡大越村 （1957年1月1日）加須市に編入のため
- 秩父郡三沢村 （1957年3月31日）秩父郡皆野町に編入のため
- 北埼玉郡太田村 （1957年3月31日）行田市に編入のため
- 北葛飾郡（旧）栗橋町 （1957年4月1日）北葛飾郡栗橋町新設のため
- 北葛飾郡静村 （1957年4月1日）北葛飾郡栗橋町新設のため
- 北葛飾郡豊田村 （1957年4月1日）北葛飾郡栗橋町新設のため
- 秩父郡高篠村 （1957年5月3日）秩父市に編入のため
- 秩父郡大田村 （1957年5月3日）秩父市に編入のため
- 児玉郡渡瀬村 （1957年5月3日）児玉郡神川村に編入のため
- 北葛飾郡泉村 （1957年7月17日）北葛飾郡杉戸町に編入のため
- 児玉郡共和村 （1957年7月18日）本庄市、児玉郡児玉町に分割編入のため
- 北足立郡美笹村 （1957年7月20日）北足立郡戸田町に編入のため
- 秩父郡影森町 （1958年5月31日）秩父市に編入のため
- 入間郡元狭山村 （1958年10月15日）東京都西多摩郡瑞穂町に編入のため（越境合併）
- 北埼玉郡千代田村 （1959年4月1日）羽生市に編入のため

## 1960年～1969年
- 北足立郡美園村 （1962年5月1日）川口市、浦和市に分割編入のため
- 入間郡西武町 （1967年4月1日）入間市に編入のため

## 1970年～1979年
- 大里郡豊里村 （1973年4月1日）深谷市に編入のため

## 1980年～1999年
この20年間に県内に廃止市町村なし

## 2000年～2009年
- 浦和市（2001年5月1日）さいたま市新設のため
- 大宮市（2001年5月1日）さいたま市新設のため
- 与野市（2001年5月1日）さいたま市新設のため
- 入間郡名栗村（2005年1月1日）飯能市に編入のため
- 岩槻市（2005年4月1日）さいたま市（岩槻区新設）に編入のため
- 旧・秩父市（2005年4月1日）秩父市新設のため
- 秩父郡吉田町（2005年4月1日）秩父市新設のため
- 秩父郡荒川村（2005年4月1日）秩父市新設のため
- 秩父郡大滝村（2005年4月1日）秩父市新設のため
- 北足立郡吹上町（2005年10月1日）鴻巣市に編入のため
- 北埼玉郡川里町（2005年10月1日）鴻巣市に編入のため
- 旧・熊谷市（2005年10月1日）熊谷市新設のため
- 大里郡大里町（2005年10月1日）熊谷市新設のため
- 大里郡妻沼町（2005年10月1日）熊谷市新設のため
- 上福岡市（2005年10月1日）ふじみ野市新設のため
- 入間郡大井町（2005年10月1日）ふじみ野市新設のため
- 秩父郡（旧）小鹿野町（2005年10月1日）秩父郡小鹿野町新設のため
- 秩父郡両神村（2005年10月1日）秩父郡小鹿野町新設のため
- 旧・春日部市（2005年10月1日）春日部市新設のため
- 北葛飾郡庄和町（2005年10月1日）春日部市新設のため
- 北埼玉郡南河原村（2006年1月1日）行田市に編入のため
- 旧・深谷市（2006年1月1日）深谷市新設のため
- 大里郡岡部町（2006年1月1日）深谷市新設のため
- 大里郡川本町（2006年1月1日）深谷市新設のため
- 大里郡花園町（2006年1月1日）深谷市新設のため
- 児玉郡（旧）神川町（2006年1月1日）児玉郡神川町新設のため
- 児玉郡神泉村（2006年1月1日）児玉郡神川町新設のため
- 旧・本庄市（2006年1月10日）本庄市新設のため
- 児玉郡児玉町（2006年1月10日）本庄市新設のため
- 比企郡都幾川村（2006年2月1日）比企郡ときがわ町新設のため
- 比企郡玉川村（2006年2月1日）比企郡ときがわ町新設のため
- 大里郡江南町（2007年2月13日）熊谷市に編入のため

## 2010年～
- 旧・加須市（2010年3月23日）加須市新設のため
- 北埼玉郡騎西町（2010年3月23日）加須市新設のため
- 北埼玉郡北川辺町（2010年3月23日）加須市新設のため
- 北埼玉郡大利根町（2010年3月23日）加須市新設のため
- 旧・久喜市（2010年3月23日）久喜市新設のため
- 南埼玉郡菖蒲町（2010年3月23日）久喜市新設のため
- 北葛飾郡栗橋町（2010年3月23日）久喜市新設のため
- 北葛飾郡鷲宮町（2010年3月23日）久喜市新設のため
- 鳩ヶ谷市（2011年10月11日）川口市に編入のため